# Transzhumáló pásztorkodás

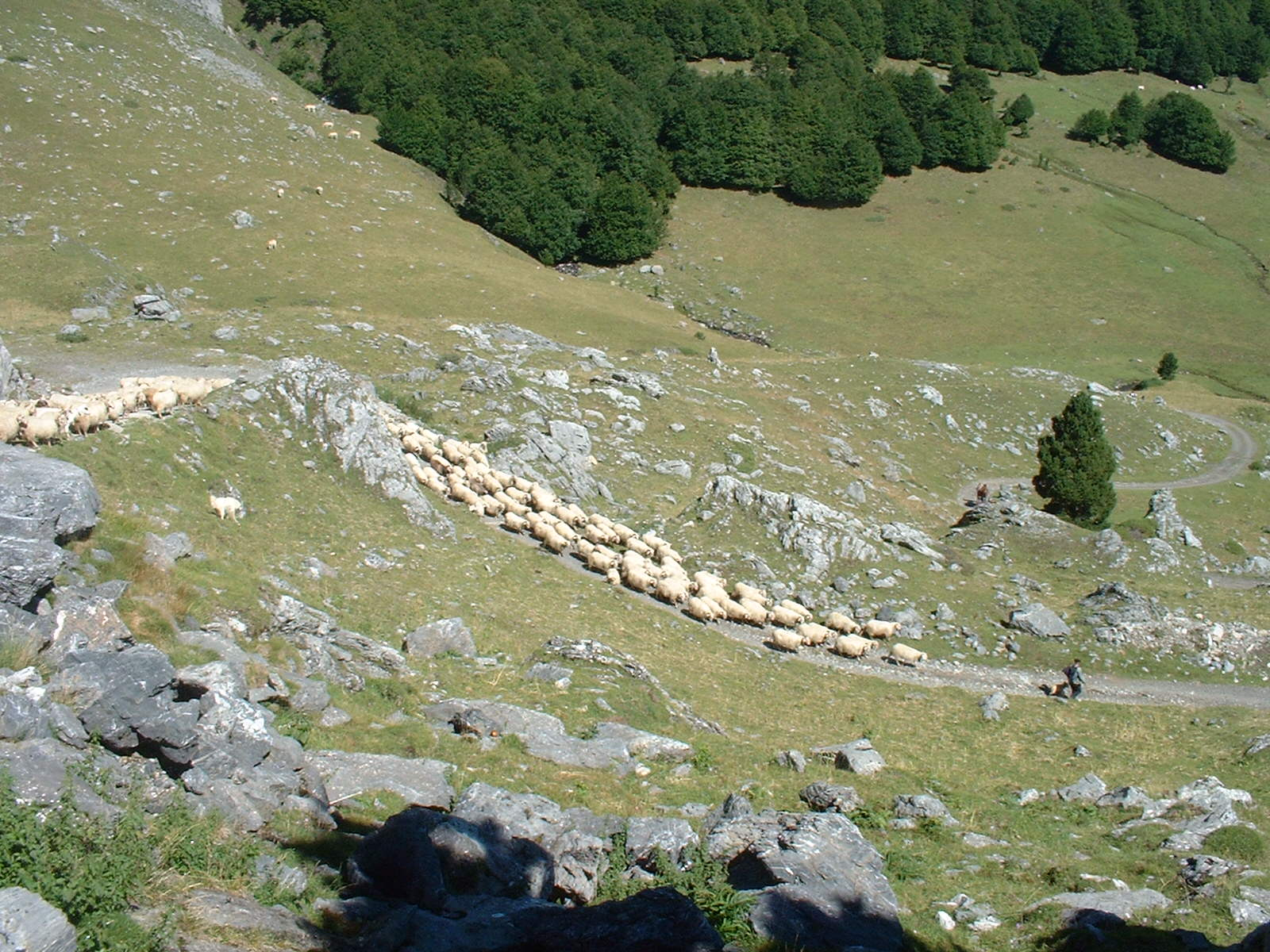
Telelni tartó nyáj a francia Pireneusokban

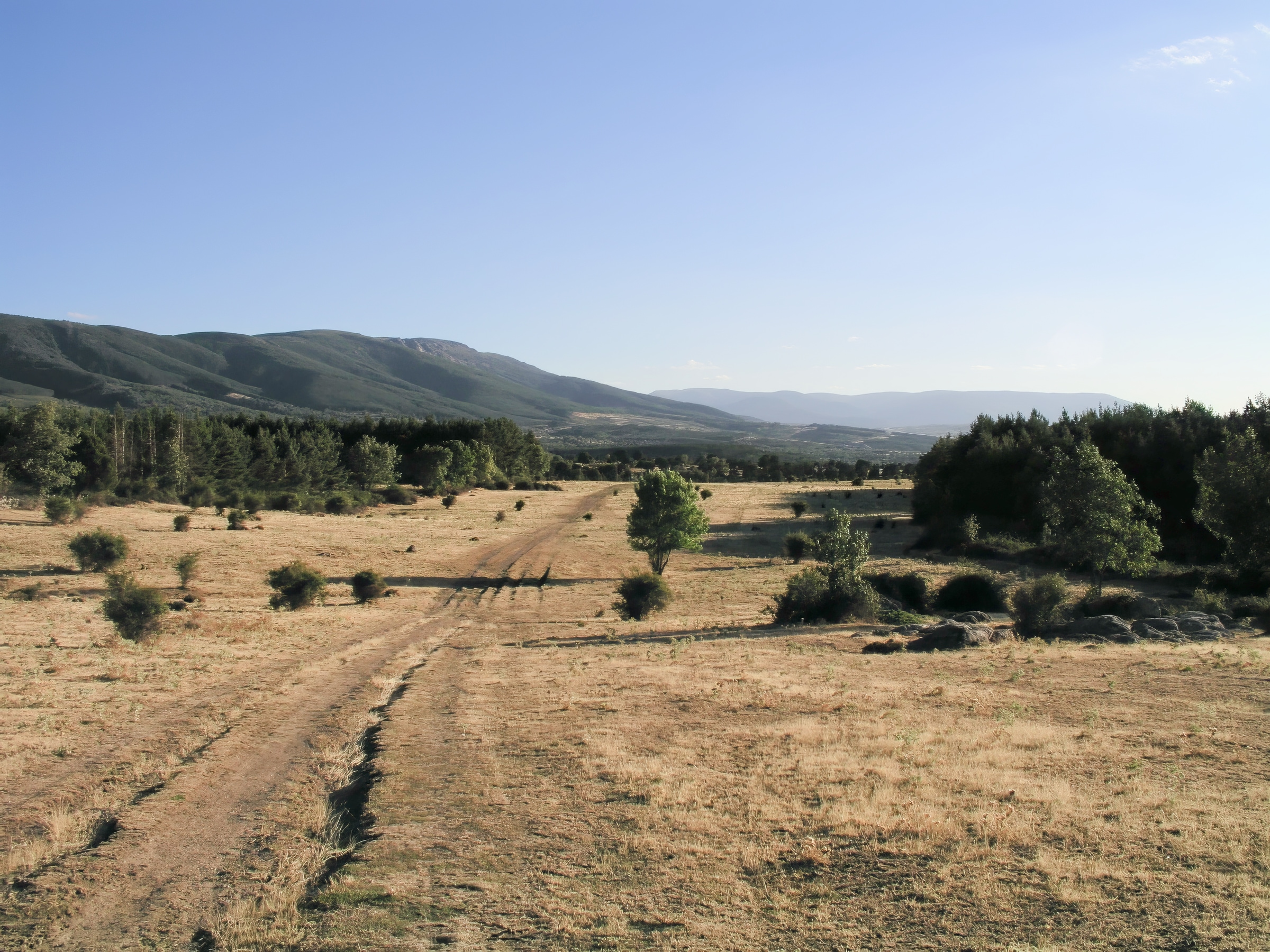
A Cañada Real Soriana Occidental részlete Segovia tartományban (a juhhajtó út 75 m széles és 800 km hosszú)

A transzhumáló, magyarosan váltólegeltető, legelőváltó pásztorkodás vagy (francia eredetű szóval) transhumance (< latin trans- 'túl' + humus 'föld') az évszakokhoz kötött, kétlegelős vándorpásztorkodás egy típusa.

## Meghatározása
Szűkebb, hagyományos értelemben csak azt a letelepedett népességhez kötődő formát hívják így, amelyben a nyájat a specializált pásztorok vagy a települések férfi lakói kísérik. Az újabb szakirodalom egy része minden kétlegelős, évszakhoz kötődő vándorpásztorkodást transzhumálásnak tekint és megkülönböztet letelepült, ill. nomád transzhumálást. Ebben az értelemben a fogalom magában foglalja a nomadizálás kétlegelős formáit és a kaszálós havasi pásztorkodást is. Jelen cikk – a közép-európai fogalomhasználattal összhangban – főként a szűkebb értelemben vett transzhumálást tekinti át.
Nevét a nyájak tavaszi és őszi látványos helyváltoztatásáról kapta, amelynek során akár több száz kilométert is megtehetnek. Alapvető jellemzője, hogy az időjárás és a növénytakaró évszakok szerinti ciklusait kihasználva a nyájak a nyarat a hegyi legelőkön töltik, télen pedig a melegebb síkságokon, például a tengerparton vagy a nagy folyók völgyeiben legelnek. A nyájakat ősszel hagyományosan lábon hajtották le a síkságra, tavasszal pedig föl a hegyekbe. A modern körülmények között ezt az utat sokszor teherautón vagy vasúton teszik meg.
A transzhumálás keretében elsősorban juhokat, kisebb mértékben kecskéket tartottak. A nyájak tulajdonosai lehettek nagybirtokok, egyéni juhosgazdák, egy-egy falurész, falu vagy falucsoport egymással szövetkező juhosgazdái vagy pásztortársulatok. Tartozhattak síksági vagy hegyvidéki falvakhoz, de az utóbbi esetben is jellemző, hogy az állatokat nyáron a falu szintje fölött elhelyezkedő havasi legelőkön tartották. A transzhumálásra jellemzőek a nagy egyedszámú nyájak.
A transzhumálás és a rendszeres, minden évben azonos útvonalat követő nomád vagy félnomád pásztorkodás egymástól nehezen elkülöníthetőek. A nomádoknál a teljes közösség a nyájakkal tart és nincsenek állandó településeik. A félnomádok egyik csoportja egész évben a településen marad, egy másik, teljes családokból álló csoport kíséri a nyájakat. A nomád–félnomád és a transzhumáló állattartás átmeneti típusát alakították ki  a balkán-félszigeti vlachok. Háborús időkben gyakran nomadizáltak, békében megtelepedtek és transzhumálást űztek. A rendszeres legelőváltásra szintén a történelmi és időjárási tényezők függvényében térhet át egy nomád csoport vagy hagyhat fel vele. Azon nomád és félnomád népek jellegzetes példái, melyek különböző fajtájú állataikat az év folyamán állandó útvonalon legeltetik: a jörükök, a szomálik, a beduinok, a számik, a csukcsok, a tuaregek és a maszaik. A kétlegelős pásztorkodás jelen van az észak-amerikai ranchok és a dél-amerikai haciendák gazdálkodásában is.

## Történeti példái Európában

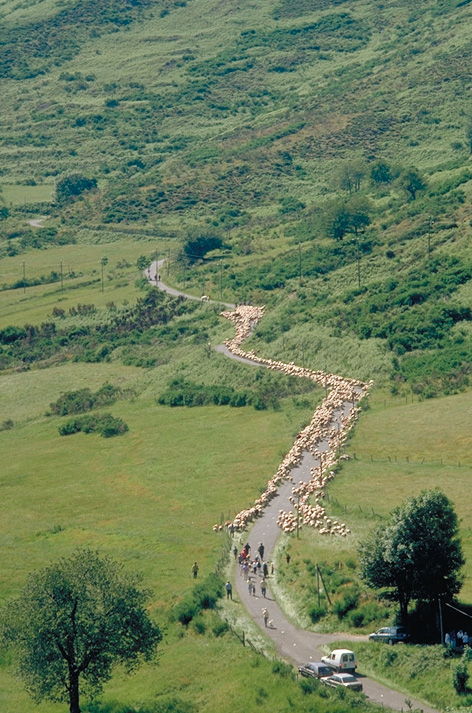
Vonuló nyáj a Mont Aigoualon, a Francia-középhegységben

Az állattartás ezen típusa a 19. századig nagy gazdasági jelentőséggel bírt. A mai Európában már csak szórványosan fordul elő.
Klasszikus területe az ókortól kezdve a Földközi-tenger térsége, ahol az állattenyésztés egyik tipikus formája volt. Itáliában az Appenninek és a tengerpart között űzték, Abruzzo és Lazio tartományban máig fennmaradt. A 13. századi Kasztíliában a keresztény–mór határvidék hasznosítása céljából megszervezték a Mestát. A sajátos pásztorszövetség az állam valamennyi juhosgazdájának (köztük nagybirtokosoknak és szerzetesrendeknek) jól szervezett vállalkozása volt, amely az újkor folyamán gigantikus méretű nyájakat tartott állandó mozgásban a kilenc Cañada Realon, melyek közül a leghosszabb 800 km-es volt és Soriát kötötte össze Sevillával. A nyájak a telet Andalúziában vagy Extremadurában töltötték, nyárra visszatértek északra. Provence-ban a 15. századtól nyaranta már nemcsak a nagybirtokosok és a gazdag juhosgazdák, de az egyszerű falusi közösségek is az Alpokba küldték nyájaikat, különösen Crau és Camargue terméketlen síkságairól. Itt is a transzhumálás hagyományos típusa virágzott, vagyis magát a pásztorkodást specialistákra bízták, akik évről évre megalkudtak valamely nyáj őrzésére.

### Az erdélyi román pásztorok transzhumálása a Kárpátok és az alföldek között
A transzhumáló pásztorkodás nevezetes példája az Erdély peremén élő román juhászok legelőváltása a Kárpátok magasan fekvő legelői, valamint Havasalföld és Moldva (kisebb mértékben az Erdélyi-medence és az Alföld) között. A jelenség látványos volta ellenére azonban a tulajdonképpeni transzhumálás az erdélyi románok juhtartásának időben és térben csak egy kis szeletére volt jellemző.
Az erdélyi juhtartás kezdetei körül sok a tisztázatlan kérdés, részben az adatok szűkössége miatt. A juhötveneddel adózó románok középkori legelőváltása azonban a kutatók többsége szerint inkább félnomád jellegű lehetett, mint transzhumáló. A nyarakat a nyájak az Erdélyi-középhegységben töltötték, a korai mezőségi települések pedig csak a népesség egy része számára szolgáltak állandó lakóhelyül. Az Erdély és Havasalföld közötti transzhumálásról az első adat 1363-ból való, azonban sokáig nem vált tömeges méretűvé. A nomád–félnomád pásztorkodás Erdély legnagyobb részén nem a transzhumálás, hanem a földműves és a penduláris juhtartás irányában fejlődött tovább.
Transzhumálás ott alakult ki, ahol a népesség legfőbb foglalkozása továbbra is a juhászkodás maradt, de a megnövekedett állományt az adott falu legelői már nem tudták ellátni szénával. Ehhez járultak a szász városok által végrehajtott legelő-kisajátítások és a gyapjú konjunktúrája, amelyet ugyanezen városok posztókészítő céhei dolgoztak fel. A transzhumálás a virágkorát jelentő két–háromszáz évben Dél-Erdély néhány kistájára, a Szebeni-Hegyalja („Mărginimea”) falvainak többségére, ill. pár szomszédos falura, a Barcaság déli részére (különösen a bolgárszegi és a hétfalusi románokra) és néhány Székelyföld széli település, elsősorban Kovászna és Bereck román lakosságára volt jellemző. (A transzhumálással foglalkozó románokat gyakran mokányoknak nevezték.)

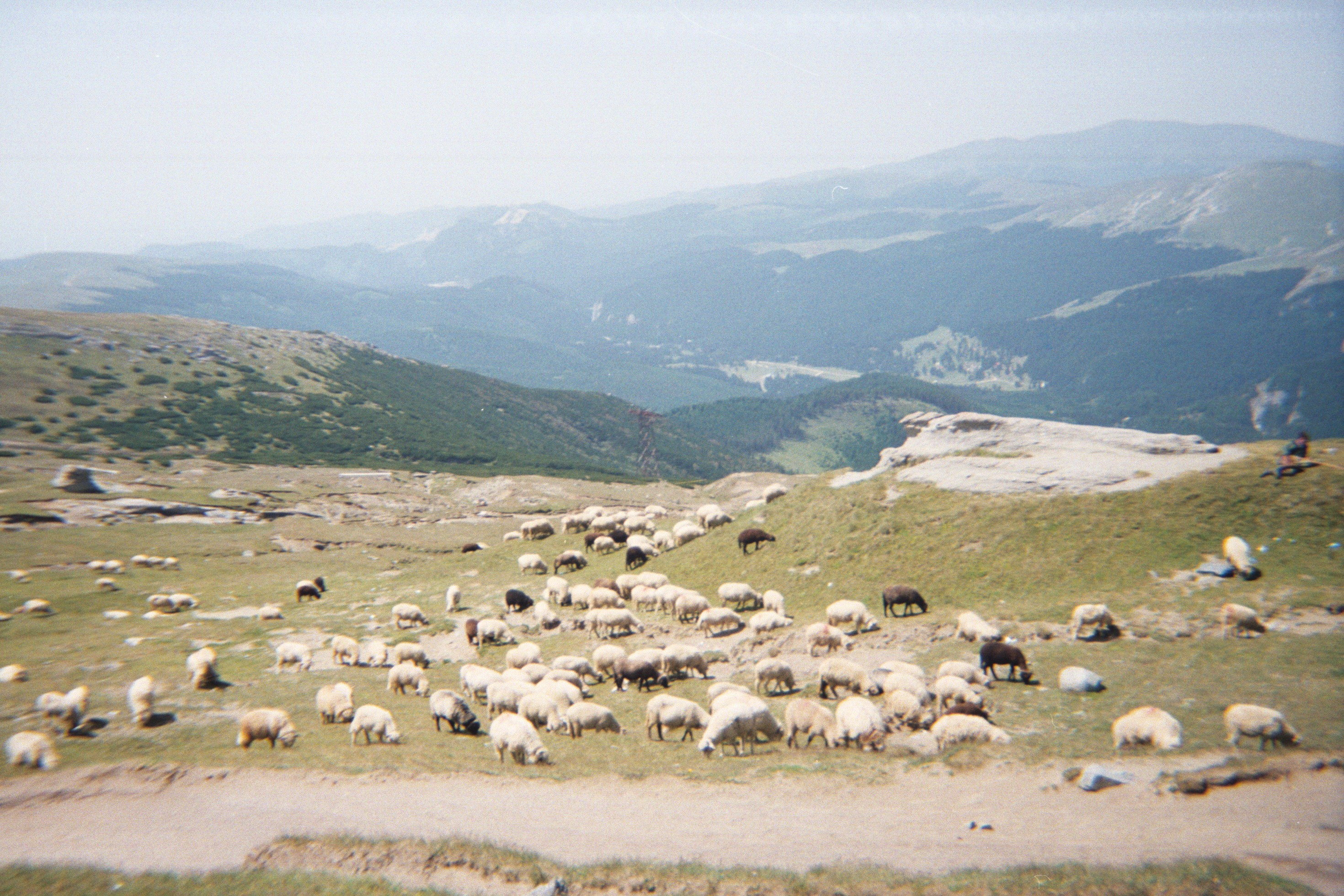
Nyáj a Bucsecs-hegységben

A nyájakkal csak a felnőtt férfiak tartottak, az asszonyok, a gyermekek és az öregek egész éven át a faluban éltek és földet műveltek vagy háziiparral foglalkoztak. A nők esztenára való látogatását általában időszakos vagy teljes tilalom is sújtotta. A transzhumálás a 17. században lendült fel. Nyári legelőként a Keleti-Kárpátok láncolatát hasznosították; a leggyakrabban a Csindrelt, a Lotru-hegységet, a Páringot, a Kelemen-havasokat, a Hagymás-hegységet, a Hargitát, a Görgényi-havasokat és a Radnai-havasokat említik. Telelni ekkor a legtöbbször még a Bánságba és Olténiába, illetve ritkábban az Alföldre (a Tisza mellé) és a Mezőségre hajtották a nyájakat. A csíkiak és háromszékiek nyájai a moldvai folyók mentén töltötték a teleket.
1718 után váltak a juhászok fő téli úticéljává Dobrudzsa, a Bărăgan-alföld, a Prut és a Szeret völgye, ahol legelőket béreltek. A 18. század második felében az erdélyi juhállomány fele töltötte a telet a Kárpátoktól délre és keletre. A Nagyszeben környéki falvak legjelentősebbjei (elsősorban Resinár és Szelistye) a kor mércéjével mérve óriásivá duzzadtak, népességfeleslegükkel új falvakat hoztak létre Havasalföldön (ahol ezeket a telepeseket „ungureni”-nek, 'magyarországiak'-nak hívták) és többüknek ahhoz is volt erejük, hogy kiszabaduljanak Nagyszeben földesurasága alól.
A 19. században a Kárpáton túli földtulajdonviszonyok megváltozásával, a településhálózat sűrűsödésével, később az 1864-es romániai agrárreformmal, a Duna szabályozásával és a havasalföldi gabonakonjunktúrával megnehezültek a transzhumálás feltételei. A juhászok egyre gyakrabban voltak kénytelenek távolabbi, már korábban is ismert telelőhelyeket felkeresni, mint Besszarábia, a Krím-félsziget, a Balkán-hegység és a Rodope. A nehézségekhez Dobrudzsában hozzájárult a krími tatárok beletelepítése a krími háború után és az ottomán hatóságok döntése, amely a legeltetést csak a megtelepedettek számára engedélyezte. 1879-ben Bulgáriában megtiltották nekik a legeltetést. 1884-ben még 615 ezer juh legelt a Kárpátokon túl, az 1886-ban kitört osztrák–magyar–román vámháború azonban véget vetett az erdélyiek regáti transzhumálásának.
A transzhumáló román pásztorok között életformájuknál fogva elterjedtek voltak az írni–olvasni tudás és a bonyolultabb számolási műveletek. A Nagyszeben vidéki románok körében korán kifejlődtek a polgárosodás olyan jegyei, mint a piacra termelő kézműipar és a rendszeres iskolalátogatás. A transzhumálás hanyatlásával ismereteik és készségeik révén könnyedén átálltak más, mobilitást igénylő tevékenységekre, például nagy hírnévre tettek szert szekerező kereskedőkként.
A Dorna vidéke és a moldvai síkság közötti transzhumálás balladai erejű ábrázolása található Mihail Sadoveanu A balta című regényében.

## Külső hivatkozások
- Pótó János: Erdély betelepülése. Interjú Makkai Lászlóval